# Giavera del Montello
Giavera del Montello – miejscowość i gmina we Włoszech, w regionie Wenecja Euganejska, w prowincji Treviso.
Według danych na rok 2004 gminę zamieszkiwało 4318 osób, 227,3 os./km².